# Storfläckig pärlemorfjäril
Storfläckig pärlemorfjäril (Issoria lathonia) är en fjäril som på ovansidan är orange med brunsvarta fläckar. På undersidan är den mönstrad med stora silvervita fläckar. Den hinner med minst två generationer per år och i larvstadierna äter den bland annat av olika violer.

## Utseende

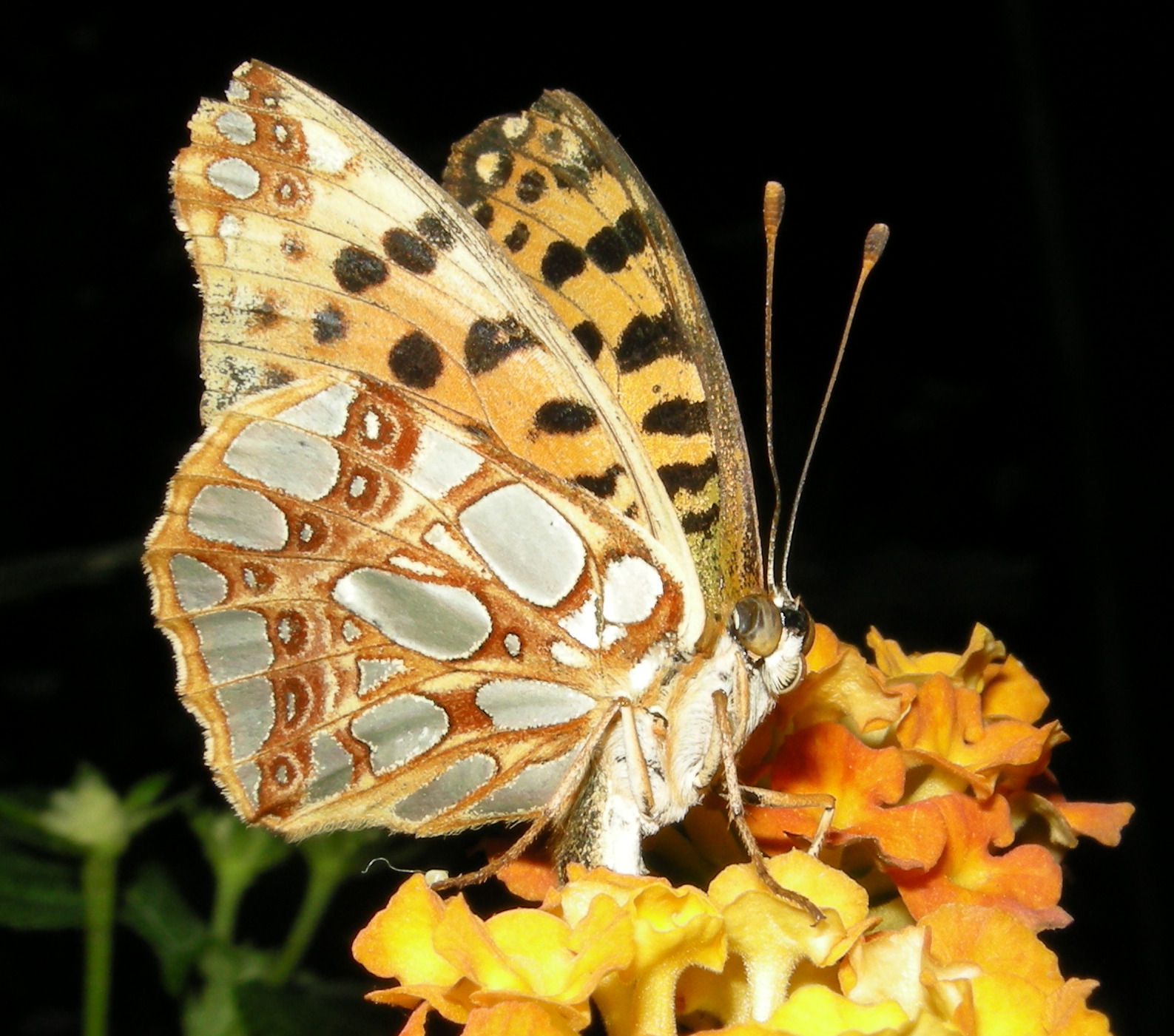
Undersidan på storfläckig pärlemorfjäril med de stora silvervita fläckarna på bakvingen.

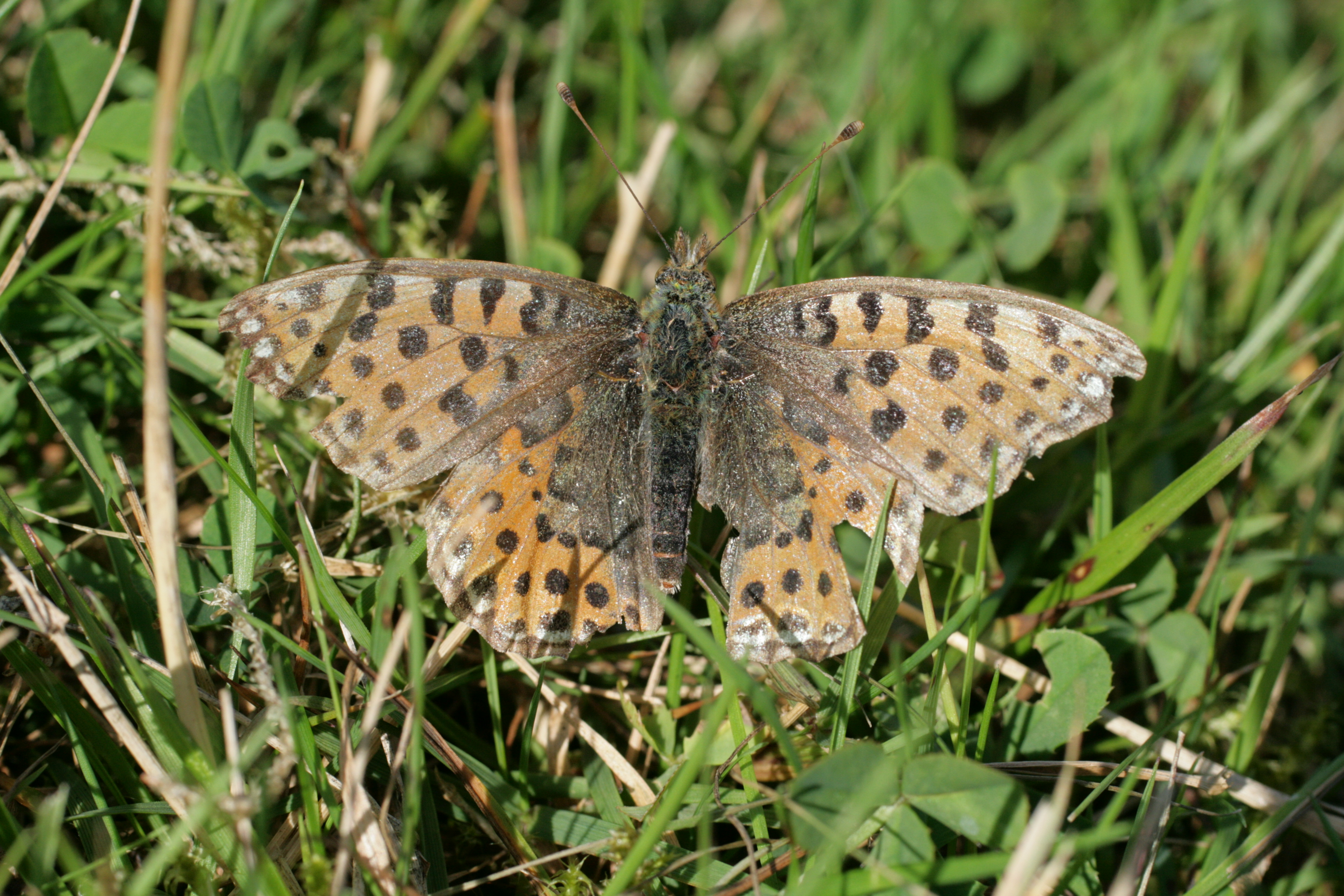
Slitet exemplar

Vingspannet varierar mellan 35 och 50 millimeter. Hanen och honan är lika varandra, förutom att honan är mer grönaktig på ovansidan av vingarna närmast kroppen än hanen. Vingarnas ovansida är orange och mönstrad med brunsvarta fläckar, både runda och mer oregelbundna. Ytterkanterna är också brunsvarta. Bakvingens ytterkant är vinklad till skillnad från andra pärlemorfjärilar som har en rundad ytterkant. På undersidan är framvingen något ljusare orange och beströdd med svarta fläckar. Kanterna och framhörnet är gulare och i framhörnet finns flera silvervita fläckar inramade av brunt. Undersidan av bakvingen är gulbrun och brun med många stora silvervita fläckar. Tvärs över bakvingen finns också ett band med små vita fläckar inringade med brunsvart.
Larven är svart eller brunsvart med ljusa taggar. Den blir upp till 35 millimeter lång.

## Levnadssätt
Denna fjäril, liksom alla andra fjärilar, genomgår under sitt liv fyra olika stadier; ägg, larv, puppa och fullvuxen (imago). En sådan förvandling kallas för fullständig metamorfos.
Flygtiden, den period när fjärilen är fullvuxen, infaller mellan maj och augusti i flera generationer. I varmare klimat kan flygperioderna inträffa året runt. Under flygtiden parar sig fjärilarna och honan lägger äggen på eller i närheten av larvens värdväxter. Efter någon vecka kläcks larven ur ägget. Värdväxter, de växter larven lever på och äter av, är framför allt olika arter i violsläktet, till exempel styvmorsviol, ängsviol och åkerviol, men även arter i andra växtsläkten har rapporterats, bland annat oxtungesläktet och hallonsläktet.
Larven växer snabbt och förpuppas efter en halv till en månad. Ur puppan kläcks den fullbildade fjärilen. Denna art hinner under samma sommar lägga nya ägg ur vilka en ny generation larver kläcks. Dessa larver övervintrar utan att vara fullvuxna och fortsätter att äta tidigt på våren, varefter de förpuppas och kläcks som fullvuxna efter ett par veckor.

### Habitat
Den storfläckiga pärlemorfjärilens habitat, den miljö den lever i, är torrare blomsterängar och steniga och klippiga områden.

## Utbredning
Denna fjärils utbredningsområde sträcker sig från norra Afrika, Kanarieöarna och Europa genom Centralasien, Pakistan, norra Indien och Myanmar till västra Kina. I Norden förekommer den i Danmark, södra Sverige och södra Finland samt upp till Gudbrandsdalen i Norge. Eftersom den är migrerande, det vill säga att den flyttar, är det svårt att dra några exakta gränser för utbredningsområdet då det varierar från år till år, bland annat beroende på vädret.